# Dautphetal
Dautphetal è un comune tedesco di 11 418 abitanti situato nel land dell'Assia.

## Galleria d'immagini

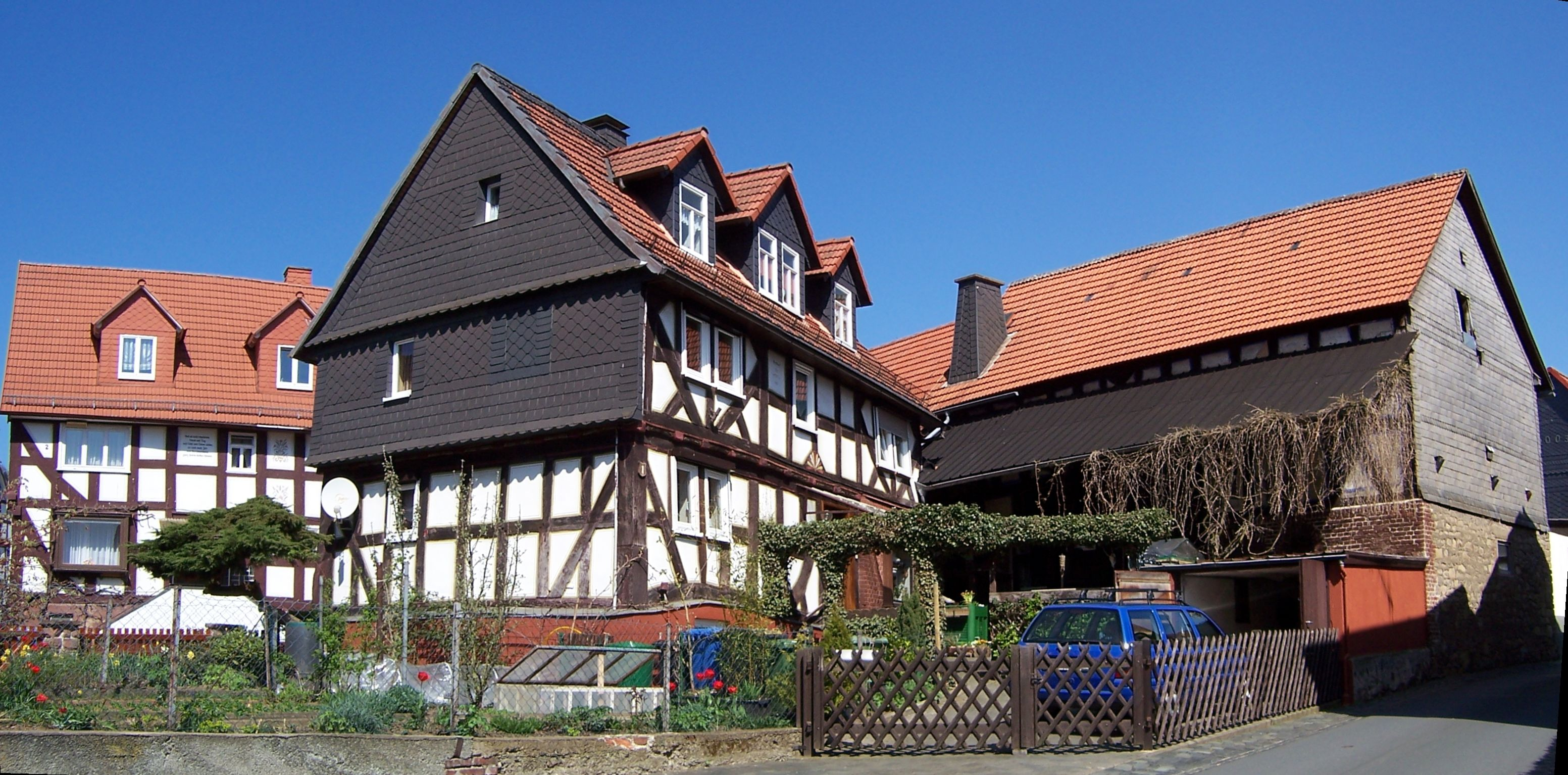
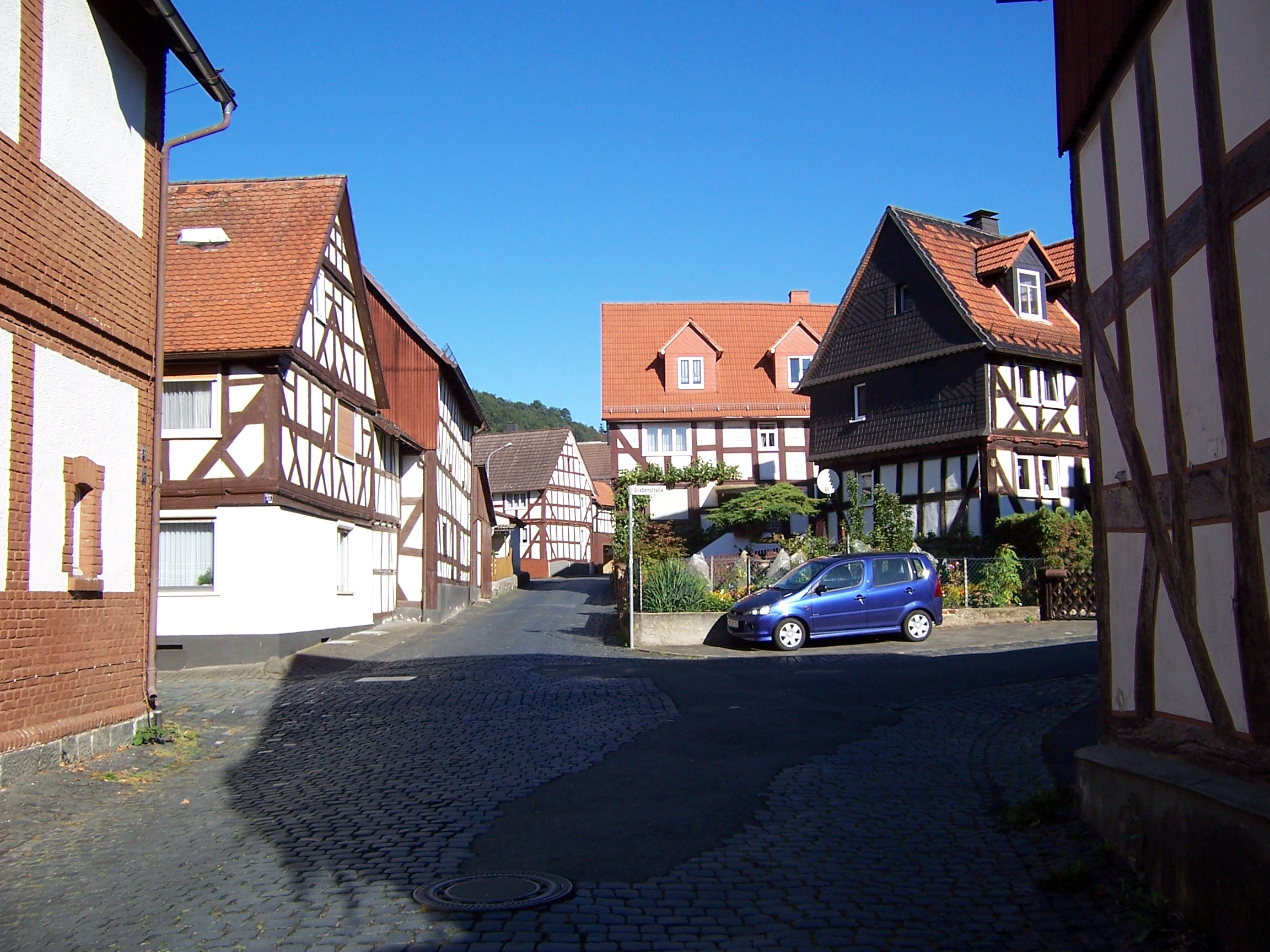
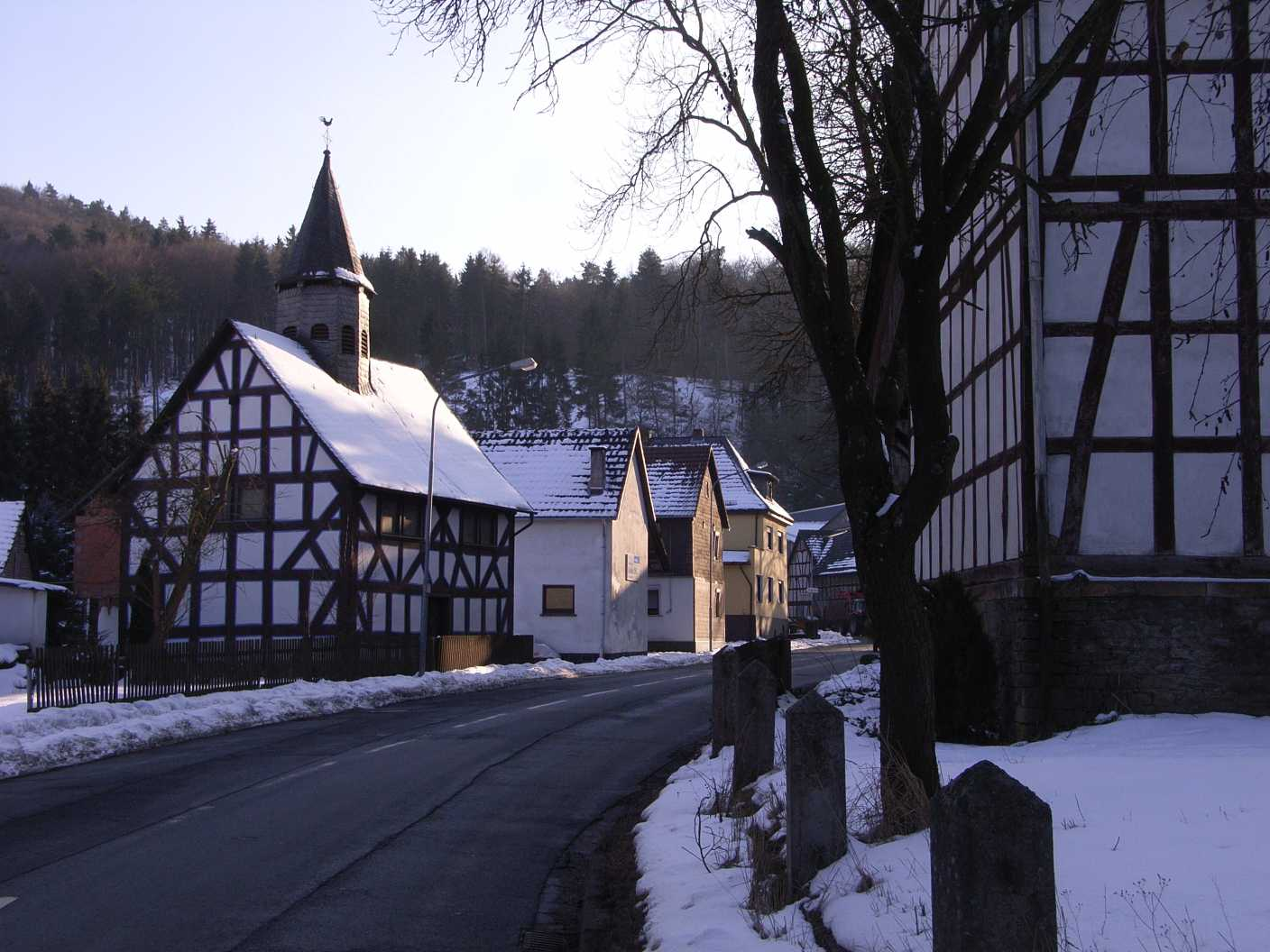
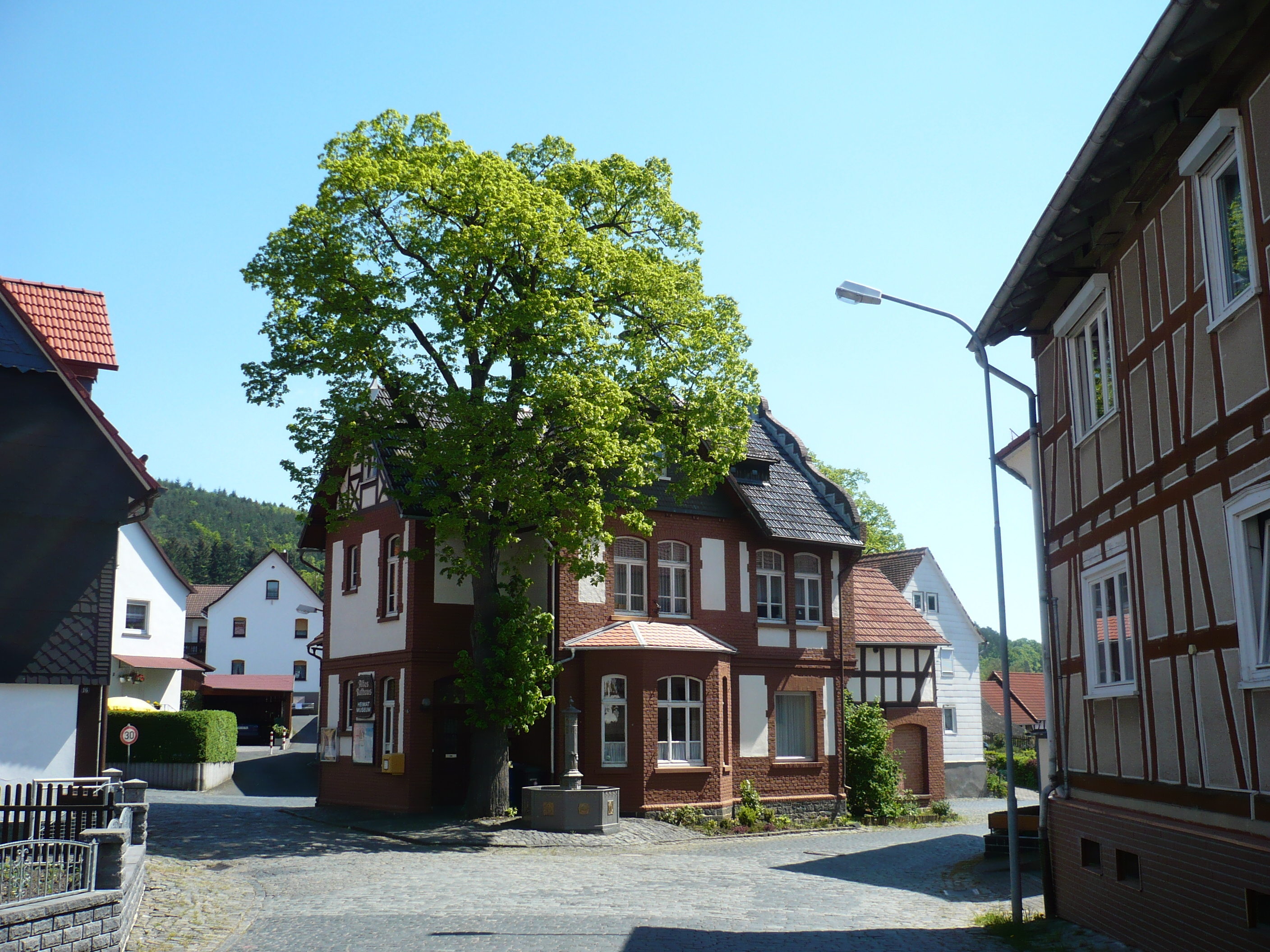